# Cryptocline cyclaminis
Cryptocline cyclaminis är en svampart som först beskrevs av Sibilia, och fick sitt nu gällande namn av Arx 1963. Cryptocline cyclaminis ingår i släktet Cryptocline, ordningen disksvampar, klassen Leotiomycetes, divisionen sporsäcksvampar och riket svampar.   Inga underarter finns listade i Catalogue of Life.